# 切符

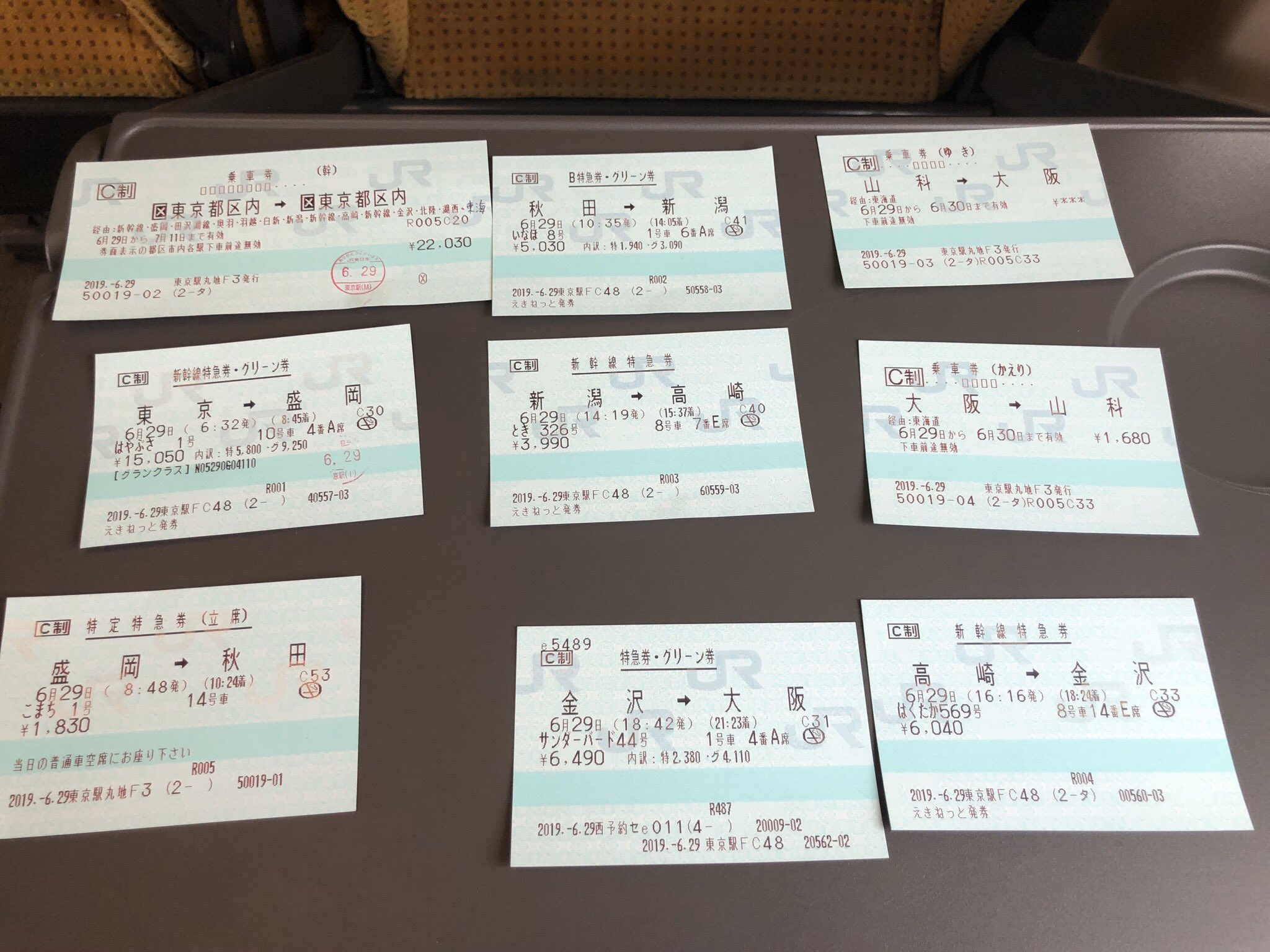
JRグループの切符

切符（きっぷ）またはチケットとは、対価が支払い済みであることや購入・受給の権利を保証するための券片。本項では歴史用語の切符（きりふ）についても述べる。

## 切符（きっぷ）

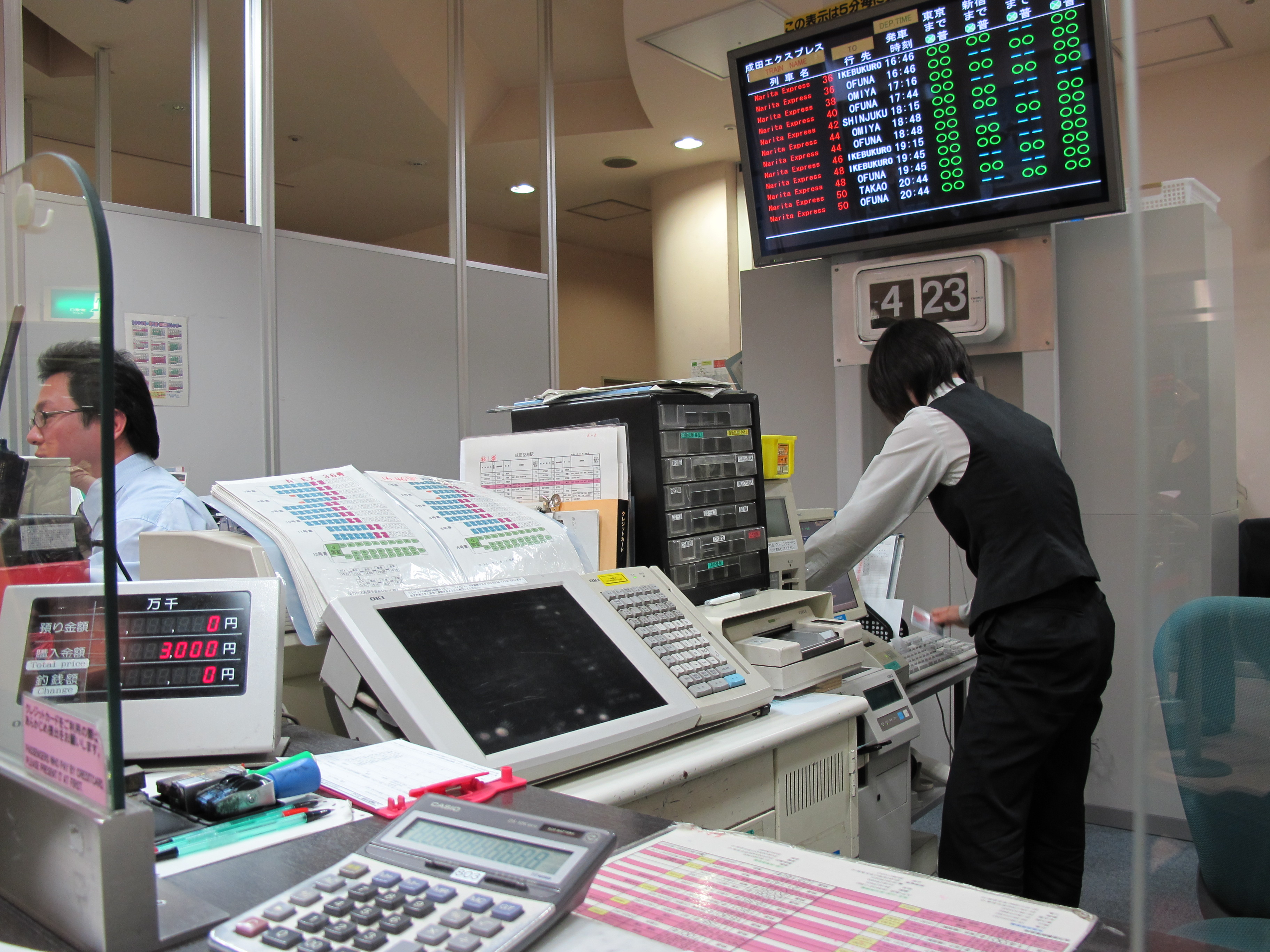
きっぷを買う

乗車券、周遊券、回数券、さらに劇場などの入場券あるいは預り証をいう。
ちなみに、明治時代は切符並びに切符売りのことを「テケツ」と呼んでいた。これは英語のTicketが転訛したものである。
また、物不足の際の配給の受取書を指すこともある（配給切符）。このほか交通取締における違反切符などもある。
比喩的な表現として、大会や試合への出場権を得ることを指す場合がある。

## 切符（きりふ）
日本史の用語としては中世の租税の割当文書（徴税令書）のこと切符（きりふ、きっぷ）といい、割符（さいふ）、切下文、切手とも言った。「切符」や「切手」は平安時代から用いられており、当時から手形の意味を持っていた。金融業者は切符をもとに国守や官長に貸した米などを取立てた。
10世紀から12世紀になると切符（きりふ）は、国家や寺院から所管する倉や所領に対しての米や銭の支払指図書となり、一定の流通性を持つようになった。特に12世紀には切符（きりふ）は金融業者の割引の対象となったが、13世紀には切符（きりふ）は流動性を失った。
なお、14世紀から15世紀には畿内の商人が割符（さいふ）と呼ばれる一種の手形を運用した。